# Giustino de Jacobis
San Giustino Sebastiano Pasquale de Jacobis (San Fele, 9 ottobre 1800 – Eidale, 31 luglio 1860) è stato un missionario lazzarista, divenuto vicario apostolico in Etiopia e vescovo titolare di Nilopoli. Le popolazioni locali lo chiamavano "Abuna Jacob".

## Biografia
Figlio di Giovanni Battista de Jacobis e di Maria Giuseppina Muccia, il 17 ottobre 1818 egli entrò nella Congregazione della missione (lazzaristi) a Napoli e prese i voti esattamente due anni dopo. Venne ordinato sacerdote a Brindisi il 12 giugno 1824. Dopo aver trascorso un certo tempo nella cura delle anime ad Oria ed a Monopoli, divenne padre superiore prima a Lecce e poi a Napoli, presso la Casa dei Vergini.
Nel 1836 Giustino si trovava a Napoli, proprio mentre un'epidemia di colera colpì la città. In questa occasione Giustino dimostrò di avere particolari qualità caritatevoli verso i poveri e i malati.
Nel 1839 fu nominato prefetto apostolico dell'Etiopia e gli fu affidata la fondazione delle missioni cattoliche in quel paese. Dopo aver lavorato con gran successo in Etiopia per otto anni fu nominato vescovo titolare di Nilopoli nel 1847 e poco dopo vicario apostolico dell'Abissinia, ma egli rifiutò la dignità episcopale finché fu obbligato ad accettarla nel 1849. Nonostante la prigionia, l'esilio ed ogni altro genere di persecuzioni da parte della Chiesa ortodossa etiopica, egli riuscì a fondare numerose missioni, a costruire scuole nell'Agame e nell'Akele Guzay in Eritrea per la formazione del clero locale ed a porre le fondamenta della Chiesa cattolica etiope.
Morì sulla strada per Halai, nella moderna Eritrea, dove sperava di poter ristabilire la propria salute. Le sue spoglie sono conservate nella città di Hebo.

## Culto
Il processo di beatificazione iniziò il 13 luglio 1904, sotto il pontificato di papa Pio X e si concluse il 25 luglio 1939, essendo papa Pio XII. Fu canonizzato nel 1975 da papa Paolo VI. La sua tomba è visitata sia dai cristiani che dai musulmani.
A San Fele, città natale, il 30 e 31 luglio si svolge la festa in Suo onore.

## Genealogia episcopale e successione apostolica
La genealogia episcopale è:
- Cardinale Scipione Rebiba
- Cardinale Giulio Antonio Santori
- Cardinale Girolamo Bernerio, O.P.
- Arcivescovo Galeazzo Sanvitale
- Cardinale Ludovico Ludovisi
- Cardinale Luigi Caetani
- Cardinale Ulderico Carpegna
- Cardinale Paluzzo Paluzzi Altieri degli Albertoni
- Papa Benedetto XIII
- Papa Benedetto XIV
- Papa Clemente XIII
- Cardinale Bernardino Giraud
- Cardinale Alessandro Mattei
- Cardinale Pietro Francesco Galleffi
- Cardinale Giacomo Filippo Fransoni
- Cardinale Guglielmo Massaia, O.F.M.Cap.
- Vescovo Giustino de Jacobis, C.M.

La successione apostolica è:
- Vescovo Lorenzo Biancheri, C.M. (1853)